# Salhab
Salhab (àrab: سلحب, Salhab, سلحب, Salhab) és una vila palestina de la governació de Tubas a Cisjordània al nord de la vall del Jordà, a Cisjordània. Segons el cens de l'Oficina Central Palestina d'Estadístiques (PCBS) tenia 45 habitants en cinc llars en 2007. L'actual alcalde és Fawze Sawafta.

## Història
Salhab ha estat identificada amb la ciutat bíblica de Bezeq on Saül va reunir al seu exèrcit per alleujar Jabesh-Galaad, esmentat en els Llibres de Samuel. Hi ha evidències arqueològiques per tot el poble i els seus voltants, en la forma de les parets i els fonaments dels edificis antics, que hi suggereixen una presència anterior romana o romana d'Orient. S'hi ha trobat objectes de terrissa dels períodes romans d'Orient.
En 1596, va aparèixer en els registres fiscals otomans com a Salhab, una vila a la nàhiya de Jabal Sami al liwà de Nablus. Tenia una població de vuit llars i dos solters, tots els musulmans. Els vilatans pagaven els impostos sobre el blat, l'ordi, els cultius d'estiu, oliveres arbres, cabres i ruscs.
En la seva visita de 1870, l'explorador francès Victor Guérin descriu Salhab com «una petita vila, ara destruïda, en un pujol els costats rocallosos del qual estan foradats per nombroses cisternes. El lloc que ocupava ara està cobert amb materials confusos, les restes d'habitatges demolides, i disposat en la seva major part en munts de sitges circulars o magatzem subterranis tallats a la roca.»"
Segons l'Applied Research Institute-Jerusalem (ARIJ), l'assentament modern es va restablir a l'antiga Khirba («ruïna») en 1880 per una família de Nablus. Després de la mort del cap de la família, les terres de Salhab van ser venudes a immigrants procedents de l'actual Líban i Iraq. No obstant això, no es va registrar cap població a localitat al cens de Palestina de 1931.
Després dels acords d'Oslo de 1993 entre l'OAP i Israel, Salhab va ser situada en Zona A, donant als palestins el control dels seus afers civils i de seguretat. L'Autoritat Nacional Palestina (ANP) hi va establir un comitè de desenvolupament local de tres membres per administrar els afers del poble el 1999. Els principals serveis prestats pel comitè són la distribució d'aigua i ajuda humanitària. Avui dia, els residents de Salhab depenen totalment de l'agricultura com a font d'ingressos. El poble no té institucions educatives, centres de salut, botigues i mercats d'aliments i els residents han de viatjar a 'Aqqaba i Tubas peraccedir a aquests serveis.

## Geografia
Salhab està situat al sud-oest de la vall de Zababdeh en un petit tel ("turó") amb una altitud mitjana de 430 metres sobre el nivell del mar. Els costeruts vessants septentrionals del poble estan plens d'antic material de construcció dispers que data de l'època romana. El 1987 la zona urbanitzada de Salhab constava de 15 dúnams i es concentra en la part occidental del tel, que també conté una petita quantitat de pedreres. Hi ha 30 cisternes al poble, però la font d'aigua més propera és la deu de Wadi al-Far'a, a 10 quilòmetres al sud-oest.
Està situada fora de la carretera entre Tubas i Ibziq, les localitats més properes són Tayasir a l'est, Tubas 4 quilòmetres al sud, 'Aqqaba 2 quilòmetres a l'oest i  Raba al nord. La superfície total és d'aproximadament 5000 dúnams, 1.880 de les quals són cultivats i la major part de la resta són designats per a l'agricultura, el pasturatge i els boscos.

## Demografia
En el cens de 1997 de l'Oficina Central Palestina d'Estadístiques (PCBS), Salhab tenia 53 habitants sense residents classificats com a refugiats palestins. Hi ha un total de vuit llars. La població va disminuir a 45 habitants que vivien en cinc cases, la grandària mitjana de les quals constava de nou membres en el cens de 2007 de la PCBS. La relació de gènere era de 53,3% homes i 46,7% dones. Al voltant del 90% dels habitants pertanyia al clan al-Qadossa mentre que la resta eren part del clan Abu Arra. Els residents de Salhab són musulmans, tot i que no hi ha mesquita al poble. Els fidels assisteixen a les oracions a les mesquites en la propera 'Aqqaba.